# Consiliu local
Consiliul local este autoritatea administrativă care guvernează un oraș, o municipalitate, o comună sau alte tipuri de așezări. Până la reforma administrativă din 1968 s-a numit sfat popular, apoi, până în 1991, consiliu popular.

## România
În România consiliile locale sunt autoritățile administrative autonome deliberative, compuse din consilieri aleși în condițiile legii pe o perioadă de 4 ani. Consiliul Local se întrunește lunar în ședințe ordinare și, ori de câte ori este nevoie, în ședințe extraordinare. În intervalul dintre ședințe, Consiliul își desfășoară activitatea prin comisiile de specialitate, care propun, prin rapoarte, admiterea sau respingerea proiectelor de hotărâri sau a altor acte prezentate consiliului. 
Administrația publică în unitățile administrativ-teritoriale se organizează și funcționează în temeiul principiilor descentralizării, autonomiei locale, deconcentrării serviciilor publice, eligibilității autorităților administrației publice locale, legalității și al consultării cetățenilor în soluționarea problemelor locale de interes deosebite. Consiliile locale și primarii funcționează ca autorități ale administrației publice locale și rezolvă treburile publice din comune, orașe și municipii, în condițiile legii. Consiliile locale sunt compuse din consilieri locali aleși prin vot universal, egal, direct, secret și liber exprimat, în condițiile stabilite de legea pentru alegerea autorităților administrației publice locale. Consiliul local are inițiativă și hotărăște, în condițiile legii, în toate problemele de interes local, cu excepția celor care sunt date prin lege în competența altor autorități ale administrației publice locale sau centrale..
Ședințele consiliului local sunt conduse de un președinte de ședință. Acesta are rolul de a conduce ședințele consiliului și de a semna hotărârile emise de acesta. Este ales pentru o perioadă de trei luni prin vot deschis cu majoritate simplă.

## Germania
În unele landuri din Germania, ca de exemplu în Hessa, consiliul este denunumit Magistratură.